# 고틀리프 다임러
고틀리프 다임러(독일어: Gottlieb Daimler, 1834년 3월 17일~1900년 3월 6일)는 독일의 엔지니어, 산업 디자이너, 기업가였다. 그는 내연 기관과 자동차 개발의 선구자였다. 또한 고속도 가솔린 기관과 처음으로 네바퀴 자동차 등을 개발했다.

## 같이 보기
- 니콜라 레오나르 사디 카르노
- 니콜라 조제프 퀴뇨
- 에티엔 르누아르
- 니콜라우스 오토
- 지크프리트 마르쿠스
- 빌헬름 마이바흐